# Union internationale contre le cancer
Union internationale contre le cancer (UICC) (deutsch Internationale Vereinigung gegen Krebs) ist der Name einer internationalen Organisation mit Sitz in Genf, die sich der Erforschung, Prävention und Behandlung von Krebserkrankungen widmet. Die UICC wurde 1933 gegründet.
Die UICC vereint 276 Mitgliedsorganisationen in 86 Ländern im Kampf gegen Krebs, darunter die Deutsche Krebsgesellschaft, die Deutsche Krebshilfe und das Deutsche Krebsforschungszentrum. 2006 rief die UICC gemeinsam mit der Weltgesundheitsorganisation und anderen Organisationen den Weltkrebstag ins Leben, der auf den 4. Februar datiert ist. Er geht auf Artikel 10 der so genannten „Paris Charter“ vom 4. Februar 2000 zurück.

## Stadieneinteilung nach UICC
Nach Vorgaben der UICC lassen sich Stadien von Krebserkrankungen nach der TNM-Klassifikation zu fünf Stadiengruppierungen zusammenfassen. Damit lassen sich alle entscheidenden Merkmale der Tumorklassifikation berücksichtigen und mit einer Wichtung versehen. So werden zum Beispiel alle Fälle, bei denen Fernmetastasen diagnostiziert wurden (M1), unabhängig vom Stadium des Primärtumors und des Lymphknotenbefalls dem UICC-Stadium IV zugeordnet.
| Stadium 0   | Tis        | N0      | M0 |
| Stadium IA  | T1         | N0      | M0 |
| Stadium IB  | T2         | N0      | M0 |
| Stadium IIA | T3         | N0      | M0 |
| Stadium IIB | T1, T2, T3 | N1      | M0 |
| Stadium III | T4         | Jedes N | M0 |
| Stadium IV  | Jedes T    | Jedes N | M1 |

Die UICC-Klassifikation ist für die einzelnen Tumoren unterschiedlich. Bei Darmkrebserkrankungen gibt es z. B. noch IIc,
IIIa–IIIc, IVa und IVb.